# Parafia św. Jana Chrzciciela w Ostaszewie
Parafia św. Jana Chrzciciela w Ostaszewie – parafia rzymskokatolicka w diecezji elbląskiej. Erygowana w 1330 roku. Parafia obejmuje miejscowości: Ostaszewo, Jeziernik, Komarówka, Piaskowiec, Lubiszynek Pierwszy. Tereny parafii znajdują się w gminie Ostaszewo, w powiecie nowodworskim, w województwie pomorskim.
Kościół katolicki w Ostaszewie został wybudowany w stylu gotyckim około 1330 roku, wtedy też konsekrowany. W 1945 roku został spalony i od tej pory jest w stanie ruiny. Rolę kościoła parafialnego przejął kościół poewangelicki z 1874 roku, zbudowany w stylu neogotyckim. Jest jednonawowy, z murowaną wieżą. Wnętrze, kryte drewnianym, płaskim stropem zdobi polichromia, odrestaurowana w 1964 roku. Kościół ten został poświęcony w 1964 roku.

## Proboszczowie parafii w XX wieku
- 1887–1902 – ks. Schönke
- 1903–1912 – ks. Juliusz Teschner
- 1912–1929 – ks. Gerard Krause
- 1929–1937 – ks. Wiktor Wysocki
- 1938–1945 – ks. Edmund Kamiński
- 1945–1946 – ks. Fryderyk Lulkowski
- 1946–1948 – ks. Stefan Milewski
- 1948–1949 – ks. Fojuth
- 1949–1953 – ks. Józef Granitowski
- kwiecień–czerwiec 1953 – ks. Edmund Kamiński
- 1953–1957 – ks. Jan Półchłopek
- 1957–1979 – ks. dr Franciszek Oleń
- 1979–1984 – ks. dr Antoni Misiaszek
- 1984–1989 – ks. Krzysztof Glaza
- 1989–2006 – ks. Jerzy Bujak
- 2006–2011 – ks. Jerzy Młocicki
- od 2011 – ks. Jacek Hac